# Pálava beskyttet landskabsområde og biosfærereservat
Pálava beskyttede landskabsområde og og biosfærereservat (tjekkisk: Chráněná krajinná oblast Pálava, forkortet CHKO Pálava ) er et beskyttet landskabsområde og et UNESCO- biosfærereservat beliggende i  Sydmähren i Tjekkiet, på grænsen til Østrig.  Det højeste punkt er Děvín der er 550 moh.

## Beskrivelse
Dette unikke område blev oprindeligt anerkendt af UNESCO i 1986 og udvidet i 2003 til  at omfatte endnu et UNESCO-sted, Lednice-Valtice Cultural Landscape med et samlet areal på 242,40 km².
Reservatet er domineret af kalkbjergene Pálava (en del af de ydre vestlige Karpate), og indeholder en betydelig del af naturlige eller lidt påvirkede steppe- økosystemer, der omfatter engsteppe, skovsteppe og egeskov med termofile organismer. I floden Thayas flodslette veksler skove med enge og vådområder, der også omfatter halofytisk vegetation. Den resterende del af Pálava-området bruges landbrugsmæssigt, med mange bæredygtigt dyrkede vinmarker, der er en del af Mikulovská vinområde.
Pálava-reservatet  indeholder velbevarede monumenter af historisk betydning, såsom det palæolitiske sted i Dolní Věstonice, hvor Venus Dolní Věstonice blev opdaget. Den største by i Pálava er Mikulov, der ligger i dens sydligste del.

## Galleri
- Kalkklipper i Pálava
- Děvičky slotsruin over Nové Mlýny Reservoiret
- Děvín
- Sirotčí hrádek slotsruin
- Svatý kopeček over Mikulov